# (211536) 2003 RR11
(211536) 2003 RR11 (2003 RR11, 2007 VP86) — астероїд головного поясу, відкритий 15 вересня 2003 року.
Тіссеранів параметр щодо Юпітера — 3,520.